# Pirhəsənli
Pirhəsənli è un comune dell'Azerbaigian situato nel distretto di Ağsu.